# 南邑知村
南邑知村（みなみおおちむら）は、石川県羽咋郡にあった村。現在の宝達志水町の北端にあたる。

## 地理
- 河川 ： 子浦川

## 歴史
- 1889年（明治22年）4月1日 - 町村制の施行により、羽咋郡杉野屋村、菅原村及び二口村を廃し、その区域をもって羽咋郡南邑知村を設置する。
- 1933年（昭和8年）5月1日 - 羽咋郡志雄村、樋川村、南志雄村、北志雄村及び南邑知村を廃し、その区域をもって羽咋郡志雄村を設置する。